# Pouteria dictyoneura
Pouteria dictyoneura är en tvåhjärtbladig växtart som först beskrevs av August Heinrich Rudolf Grisebach, och fick sitt nu gällande namn av Ludwig Radlkofer. Pouteria dictyoneura ingår i släktet Pouteria och familjen Sapotaceae.

## Underarter
Arten delas in i följande underarter:
- P. d. dictyoneura
- P. d. fuertesii